# تروفيو لايقويليا 2020
تروفيو لايقويليا 2020 (بالإيطالية: Trofeo Laigueglia 2020)‏ هو سباق دراجات هوائية، وهو الموسم رقم 57 من السباق، وأقيم في 16 فبراير 2020، وامتدّ لمسافة 203 كيلومتر، وهو أحد سباقات سلسلة سباقات الاتحاد الدولي للدراجات للمحترفين 2020، وهو من نوع سباق يوم واحد، وقد شارك في السباق 127 متسابقاً ووصل إلى نهايته 56 متسابقاً.
فاز فيه بالمركز الأول جوليو سيكوني، وبالمركز الثاني بينيام جيرماي، وبالمركز الثالث دييغو روزا.

## الفرق
| فريق عالمي- AG2R La Mondiale فرق برو (6)- غازبروم روسفيلو ‏ - ديلكو ‏ - ويلير تريستينا-سيل إيطاليا 2020 ‏ - Bardiani CSF Faizanè - Arkéa-Samsic - أندروني جوكاتولي-سيدرمك 2020 ‏ فرق قارية (11)- Q36.5 Continental Team ‏ - جنرال ستور بوتولي زارديني ‏ - D'Amico–UM Tools ‏ - Biesse–Carrera ‏ - كولباك-بالان 2020 ‏ - MG.K vis Colors for Peace ‏ - بلترامي تي إس أيه–مارشيول ‏ - Sam–Vitalcare–Dynatek ‏ - Sam–Vitalcare–Dynatek ‏ - جيوتي فيكتوريا سافيني ديو ‏ - أموري وفيتا - برودير 2020 ‏ فريق وطني- فريق إيطاليا لركوب الدراجات للرجال 2020 ‏ |  |
| |  |

## التصنيف العام النهائي
| التصنيف العام         | التصنيف العام    | التصنيف العام | التصنيف العام            | التصنيف العام     |
| العداء                | العداء           | البلد         | الفريق                   | الوقت             |
| --------------------- | ---------------- | ------------- | ------------------------ | ----------------- |
| 1                     | جوليو سيكوني     | إيطاليا       | إيطاليا                  | 5 س 10 دقيقة 27 ث |
| 2                     | بينيام جيرماي    | إريتريا       | Nippo-Delko One Provence | + 32 ث            |
| 3                     | دييغو روزا       | إيطاليا       | اركيا سامسيك             | + 32 ث            |
| 4                     | أندريا فيندرام   | إيطاليا       | AG2R La Mondiale         | + 1 دقيقة 17 ث    |
| 5                     | لورينزو روتا     | إيطاليا       | Bardiani CSF Faizanè     | + 1 دقيقة 17 ث    |
| 6                     | Evgeny Shalunov ‏ | روسيا         | Gazprom-RusVelo          | + 1 دقيقة 17 ث    |
| 7                     | Davide Gabburo ‏  | إيطاليا       | أندروني جوكاتولي-سيدرمك  | + 1 دقيقة 21 ث    |
| 8                     | ماركو تيزا       | إيطاليا       | Amore & Vita-Prodir      | + 1 دقيقة 48 ث    |
| 9                     | Andreas Kron ‏    | الدنمارك      | Riwal Readynez           | + 1 دقيقة 55 ث    |
| 10                    | Filippo Conca ‏   | إيطاليا       | Biesse Carrera Gavardo   | + 1 دقيقة 55 ث    |
| 11                    | جيوفاني فيسكونتي | إيطاليا       | Vini Zabù-KTM            | + 2 دقيقة 07 ث    |
| 12                    | فرانسيسكو جافازي | إيطاليا       | أندروني جوكاتولي-سيدرمك  | + 2 دقيقة 07 ث    |
| 13                    | بيترو فيلاسكو    | إيطاليا       | Gazprom-RusVelo          | + 2 دقيقة 07 ث    |
| 14                    | Nicola Bagioli ‏  | إيطاليا       | أندروني جوكاتولي-سيدرمك  | + 2 دقيقة 07 ث    |
| 15                    | Kevin Colleoni ‏  | إيطاليا       | Biesse Carrera Gavardo   | + 2 دقيقة 07 ث    |
| مصدر: ProCyclingStats |                  |               |                          |                   |

## وصلات خارجية
- الموقع الرسمي
- لمحة عن سباق تروفيو لايقويليا 2020 على موقع  ProCyclingStats   (برو  سايكلنج  ستاتس) - إحصاءات  محترفي  الدراجات.
- تروفيو لايقويليا 2020 على موقع إحصائيات الدراجات الإحترافية (الإنجليزية)